# CAT'CH THE WORLD
『CAT'CH THE WORLD 』（キャッチ・ザ・ワールド）は、わーすたの3枚目 のアルバム。2019年（平成31年）3月6日にiDOL Streetから発売。

## 概要
「CD+Blu-ray(スマプラ対応)」、「CD盤(スマプラ対応)」、「ミュージックカード盤」の6形態(イベント会場限定/mu-moショップ限定商品)の3種8形態で発売。
2018年12月27日に新宿ReNYで開催された「わーしっぷ大感謝祭2018」で本作の発売が発表された。
2枚の既発ミニアルバム『JUMPING SUMMER』『GIRLS, BE AMBITIOUS!』の収録曲から、SHIROSEのプロデュース作品3曲とみきとPのプロデュース作品4曲、さらに、初音源化曲が6曲の合計13曲が収録されている。しかし、鈴木まなかのプロデュース作品はリードトラックである『くらえ!必殺!!ねこパンチ★ 〜私達、戦うにゃこたん【レベル5】〜』とそのイントロ部にあたる『プロローグ』の2曲にとどまり、『キラッとプリ☆チャン』関連の曲は未音源化のままである『SHINING FLOWER』を含めて一切収録されなかった。
わーすたおよびiDOL Street関連のアルバムCDとしては平成最後の作品となった。

## 収録曲
1. プロローグ
作詞：鈴木まなか、作曲：Hiroki Sagawa・岸田勇気、編曲：岸田勇気
  - 初音源化
  - 2019年1月12日にR'sアートコートで開催された『わーしっぷ新年会2019』で初披露[2]。
  - 『くらえ!必殺!!ねこパンチ★ 〜私達、戦うにゃこたん【レベル5】〜』の事実上のイントロである。『くらえ!必殺!!ねこパンチ★ 〜私達、戦うにゃこたん【レベル5】〜』のMVにも収録されている。ライブでも『くらえ!必殺!!ねこパンチ★ 〜私達、戦うにゃこたん【レベル5】〜』と一緒に披露される。
2. くらえ!必殺!!ねこパンチ★ 〜私達、戦うにゃこたん【レベル5】〜
作詞：鈴木まなか、作曲・編曲：岸田勇気
  - 初音源化
  - 本作のリードトラック。MVは2月9日に1コーラスのみYouTubeで公開された。3月6日にはApple MusicとdTV、および3月6日にローンチされたRecMusicでフルコーラスが公開され、YouTubeでも同日フルコーラスが公開された。
  - 2019年1月12日にR'sアートコートで開催された『わーしっぷ新年会2019』で初披露[2]。
3. 大志を抱け!カルビアンビシャス!
作詞：みきとP・てにをは、作曲・編曲:みきとP
  - ミニアルバム『GIRLS, BE AMBITIOUS!』のリードトラック。MVは9月29日にYouTubeで、10月31日にApple MusicとdTVで公開された。
  - 2018年9月16日に品川インターシティーホールで開催された『イセ食品 森のたまご presents わーすた Summer LIVE TOUR 2018 〜JUMPING SUMMER〜 』東京公演で初披露。
4. デデスパボン!
作詞・作曲・編曲：みきとP
  - ミニアルバム『GIRLS, BE AMBITIOUS!』収録曲。
  - 2018年10月8日に渋谷ストリームホールで行われた『わーすたぷらねっと 〜nature〜』で初披露。
5. PLATONIC GIRL
作詞・作曲・編曲：みきとP
  - ミニアルバム『JUMPING SUMMER』収録曲。
  - 2018年5月5日にLIVE ROXY SHIZUOKAで行われた『富士わーすたパーク』で初披露。
6. JUMPING SUMMER
作詞：SHIROSE from WHITE JAM、作曲：SHIROSE from WHITE JAM・Sota Kawashima (Ganmi)[注 3]・ATSUSHI SHIMADA、編曲：SHIROSE from WHITE JAM・ATSUSHI SHIMADA
  - ミニアルバム『JUMPING SUMMER』収録曲。
  - 2018年6月2日に恵比寿ガーデンプレイス ザ・ガーデンルームで行われた『わーすたぷらねっと 〜future〜』で初披露。
7. タピオカミルクティー
作詞：SHIROSE from WHITE JAM、作曲：SHIROSE from WHITE JAM・Taiki Kudo、編曲：SHIROSE from WHITE JAM・Yusuke Morita・Sota Kawashima(Ganmi)
  - ミニアルバム『JUMPING SUMMER』のリードトラック。MVは5月24日にYouTubeで、6月20日にApple MusicとdTVで公開された。
  - 2018年4月29日に渋谷CLUB QUATTROで行われた『わーすたぷらねっと 〜funtasy〜』で初披露。
8. Love Unmelt
作詞・作曲・編曲：浅利進吾
  - 初音源化
  - 2018年12月27日に新宿ReNYで開催された『わーしっぷ大感謝祭2018』で初披露。
9. スタンドアロン・コンプレックス
作詞・作曲・編曲：みきとP
  - ミニアルバム『JUMPING SUMMER』収録曲。
  - 2018年3月29日に代官山UNITで行われた『わーすた3周年ライブ「3rd Anniversary LIVE」』で初披露。
10. やーだー
作詞：SHIROSE from WHITE JAM・GASHIMA from WHITE JAM、作曲：SHIROSE from WHITE JAM・Sota Kawashima(Ganmi)・ザッキモKatoo from 純国産ボイス、編曲：SHIROSE from WHITE JAM・ザッキモKatoo from 純国産ボイス
  - 坂元・松田・小玉のユニット曲。
  - ミニアルバム『GIRLS, BE AMBITIOUS!』収録曲。
  - 2018年7月15日にSound Lab moleで行われた『イセ食品 森のたまご presents わーすた Summer LIVE TOUR 2018 〜JUMPING SUMMER〜』札幌公演で初披露。
11. ぐるトレ
作詞：SHIROSE from WHITE JAM・鈴木まなか、作曲：SHIROSE from WHITE JAM・Taiki Kudo・Sota Kawashima(Ganmi)、編曲：SHIROSE from WHITE JAM・Taiki Kudo・Yusuke Morita
  - 初音源化
  - 2018年11月22日によみうりランドで行われた『わんわんにゃんにゃん秋祭り』で初披露 。
  - 当初は毛糸を巻き取る要領で両腕をグルグル回す振付だったが、2019年2月9日に神田明神ホールで行われた『わーすたぷらねっと 〜cinema〜』では右手にタオルを持って頭上で回す振付となっていた。
12. 暮れないハート
作詞・作曲・編曲：みきとP
  - 初音源化
  - 2019年3月31日に恵比寿ガーデンプレイス ザ・ガーデンホールで行われた『わーすた4th Anniversary LIVE 〜わんだふるこれくしょん〜』で初披露。
  - わーすたとしては非常に珍しいケースで、ライブでの初披露より前に音源がリリースされた。
13. スーパーありがとう
作詞：SHIROSE from WHITE JAM、作曲・編曲：SHIROSE from WHITE JAM・NAOTO OKABE
  - 初音源化
  - 2018年6月24日にRensaで行われた『イセ食品 森のたまご presents わーすた Summer LIVE TOUR 2018 〜JUMPING SUMMER〜』仙台公演で初披露 。
  - わーすたのライブはスマートフォンでのみ録画・撮影が許可されSNSに投稿することも許可されているのが特徴であるが、『スーパーありがとう』は録画・撮影が禁止されるパートでのみ披露されていた。そのため、YouTube等のSNSで見ることもできなかった。2019年3月31日に恵比寿ガーデンプレイス ザ・ガーデンホールで行われた『わーすた4th Anniversary LIVE 〜わんだふるこれくしょん〜』でようやく録画・撮影が許可された。

### Blu-ray Disc・スマプラムービー
1. くらえ!必殺!!ねこパンチ★ 〜私達、戦うにゃこたん【レベル5】〜 <Music Video>
2. 大志を抱け!カルビアンビシャス! <Music Video>
3. タピオカミルクティー <Music Video>

## 音楽配信
CDの発売日にあたる3月6日に配信開始。同時にハイレゾ音源も配信開始された。この日には新サービス「RecMusic」が稼働し、本作も初日から配信された。一方、上述の通り『キラッとプリ☆チャン』関連の曲が1曲も収録されなかったため、世界初のスマホ向けアニソン定額配信サービス「ANiUTa」では配信されていない。
どのサービスも「CD盤」(スマプラ対応)に収録されている13曲が配信されている。太字の配信サービスはハイレゾ音源を配信している。「MV」は「くらえ!必殺!!ねこパンチ★ 〜私達、戦うにゃこたん【レベル5】〜」のMVも配信していることを示す。

## イベント
わーすたがタワーレコード新宿店でリリースイベントを行うのは今回が初めてで、メンバーが5人なのでミニライブも行われる予定である。なお、ラゾーナ川崎プラザでもリリースイベントを初開催する予定だったが、松田、小玉がインフルエンザに罹ったため中止された。
| 日程                        | 公演名                          | 会場                                                          | 備考                                                                      |
| --------------------------- | ------------------------------- | ------------------------------------------------------------- | ------------------------------------------------------------------------- |
| 2019年1月20日(中止)         | リリースイベント                | ラゾーナ川崎プラザ 2F ルーファ広場                            | イベント内容は公式HP参照 。                                               |
| 2019年2月25日               | リリースイベント                | HMV札幌ステラプレイス                                         | イベント内容は公式HP参照 。                                               |
| 2019年3月6日                | リリースイベント                | アーバンドック ららぽーと豊洲 シーサイドデッキ メインステージ | イベント内容は公式HP参照 。                                               |
| 2019年3月7日                | リリースイベント                | タワーレコード新宿店                                          | イベント内容は公式HP参照 。                                               |
| 2019年3月10日               | リリースイベント                | タワーレコード渋谷店                                          | イベント内容は公式HP参照 。                                               |
| 2019年2月16日・3月23日      | mu-moショップスペシャルイベント | エイベックスビル                                              | 個別握手会、個別撮影会、グループ撮影会他。イベント内容詳細は公式HP参照 。 |
| 2019年2月1日・28日・3月20日 | ネットサイン会                  | LINE LIVE                                                     | イベント内容詳細は公式HP参照。                                            |